# Krótki wykład nauki o Komunii Świętej
Krótki wykład nauki o Komunii Świętej (fr. Petit traité de la Sainte-Cène) – traktat teologiczny autorstwa Jana Kalwina, napisany w 1540 r. w Strasburgu i opublikowany w 1541 r. w Genewie w celu zażegnania sporów pomiędzy Kościołami reformacyjnymi w kwestii rozumienia sakramentu Wieczerzy Pańskiej.

## Treść
Tekst składa się ze wstępu i następujących pięciu rozdziałów:
1. O przyczynie i celu ustanowienia Wieczerzy Świętej
2. O błogosławieństwach Wieczerzy Świętej
3. O godnym i należytym przyjmowaniu Wieczerzy Pańskiej
4. O błędnych i zabobonnych wyobrażeniach dotyczących Wieczerzy Świętej
5. O sporach, wynikłych w pojmowaniu nauki o Wieczerzy Świętej

## Recepcja
Dzieło zostało napisane w języku francuskim i było mniej dostępne dla uczonych, którzy w tamtych czasach czytali przede wszystkim po łacinie. W 1545 r. wykład został przetłumaczony na łacinę przez Nicolasa des Gallars. Według niektórych podań dzieło to przeczytał Luter, który miał docenić zamysł Kalwina i wyrazić przekonanie, że gdyby Zwingli i Oekolampadius wyrażali się w ten sposób, to cała kontrowersja nie trwała by tak długo. 
Za sprawą Wydawnictwa Synodu Ewangelicko-Reformowanego w Królestwie Polskim w 1905 r. ukazał się polski przekład tego dzieła z języka niemieckiego, porównany z oryginalnym francuskim. Przekład obejmuje jedynie wstęp i trzy pierwsze rozdziały. Ostatnie dwa rozdziały zostały pominięte, gdyż według wydawcy mają charakter polemiczny i "tylko historyczne znaczenie".